# Setsumatsusha

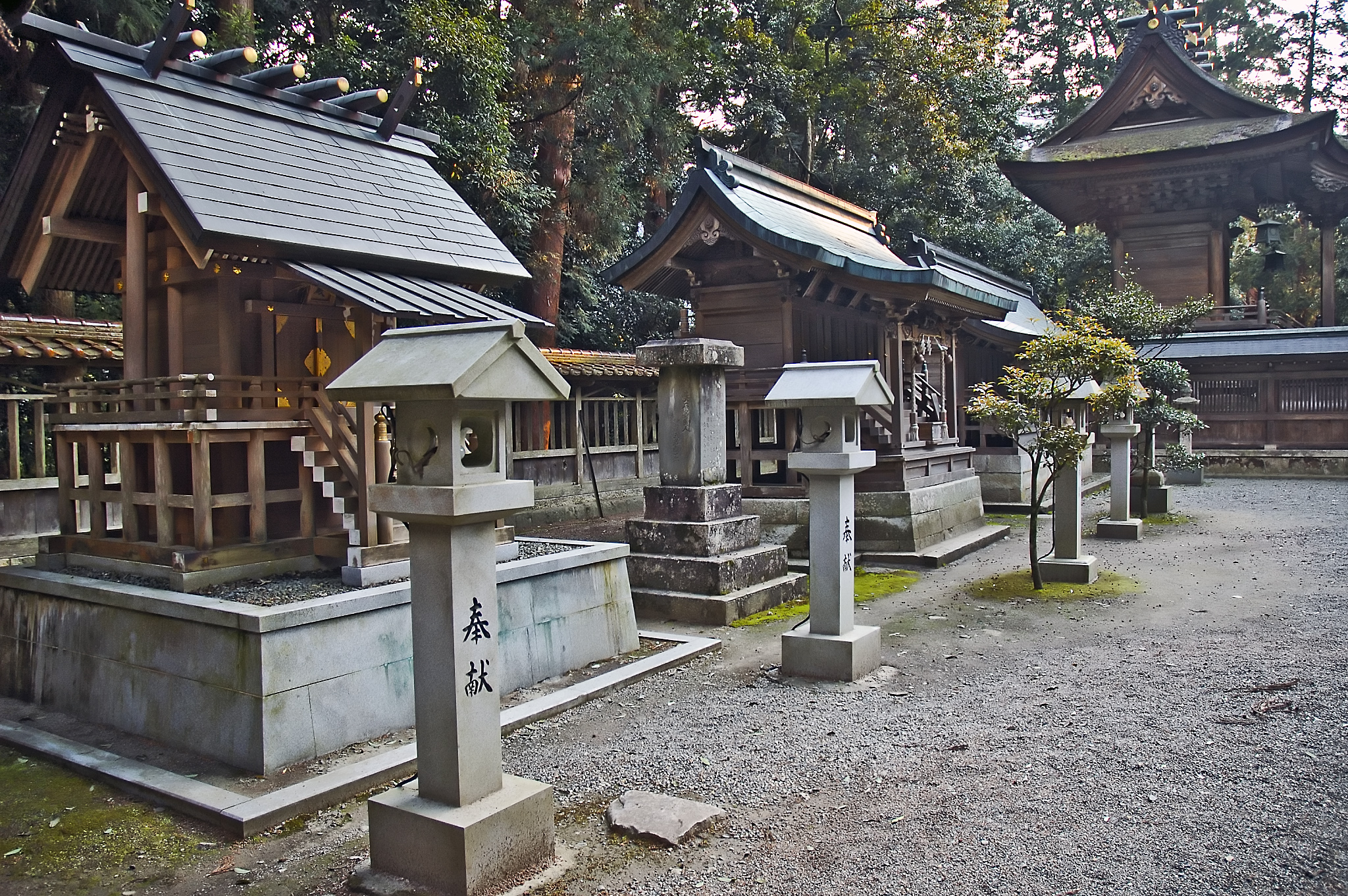
Rangée de sessha au Iwa-jinja (préfecture de Hyōgo).

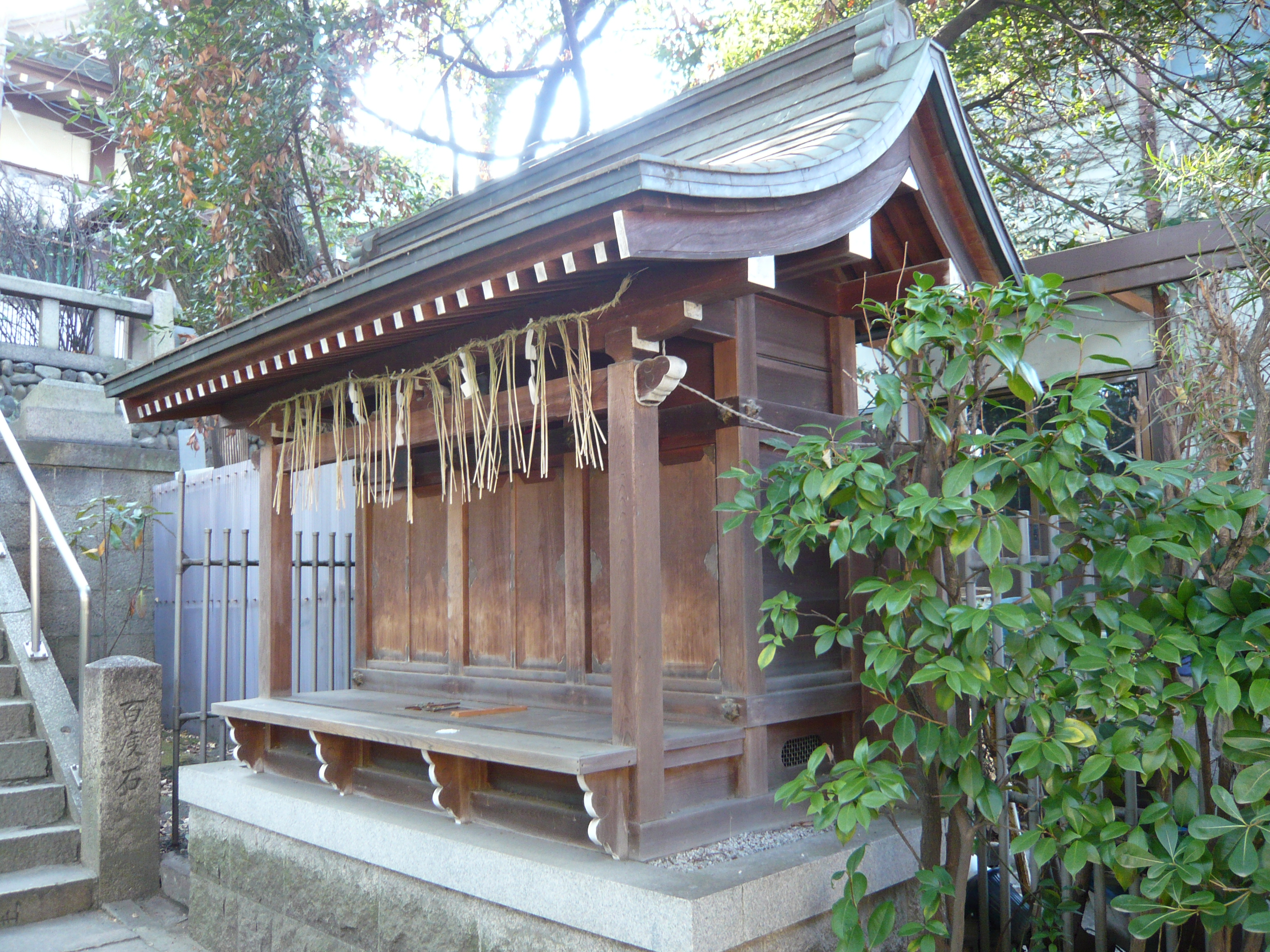
Un massha à Sankō-jinja (Ōsaka).

Les setsumatsusha (摂末社) sont de petits sanctuaires, voire miniatures, attachés par de forts liens historiques à un sanctuaire plus important ou avec le kami que celui-ci vénère, et relèvent de la juridiction de ce grand sanctuaire.

## Étymologie
Le terme setsumatsusha résulte de la combinaison des termes sessha (摂社, « sanctuaire auxiliaire ») et massha (末社, « sanctuaire branche »), aussi appelés eda-miya (枝宮, « sanctuaire branche »). Les deux termes possédaient auparavant des significations légales différentes mais ils sont à présent synonymes.

## Histoire
Durant l'époque de Heian, Ise-jingū entretient une distinction entre les deux types selon qu'un sanctuaire appartient à la liste Jinmyōchō (sessha) ou à la liste Enryaku gishikichō (massha). À partir de la période médiévale du Japon (1185-1603), des kamis populaires comme Hachiman, Inari ou Gozu Tennō (牛頭天王) sont souvent adorés par un processus appelé kanjō (en) dans des setsumatsusha, mais aucune distinction claire n'est faite entre les deux termes.
De l'époque de Meiji à la Seconde Guerre mondiale, un sanctuaire consacré aux membres de la famille d'un kami, au côté violent d'un kami (荒魂, aramitama), ou au kami de la région où est situé le sanctuaire, est considéré sessha avec un rang supérieur aux autres qui sont appelés massha. Quand le système de classement des sanctuaires shakaku (社格) est aboli en 1946, la distinction juridique disparaît mais les deux termes restent en usage par habitude.

## Description
Un setsumatsusha se trouve soit à l'intérieur (境内摂末社, keidai setsumatsusha) soit à l'extérieur (境外摂末社, keigai setsumassha) de l'enceinte du temple principal. Les setsumatsusha mesurent habituellement 1 x 1 ken. Ils peuvent cependant être aussi petits que des ruches, ou relativement grands et mesurer 1 x 2, 1 x 3 ou même, dans un cas, 1 x 7 baies.

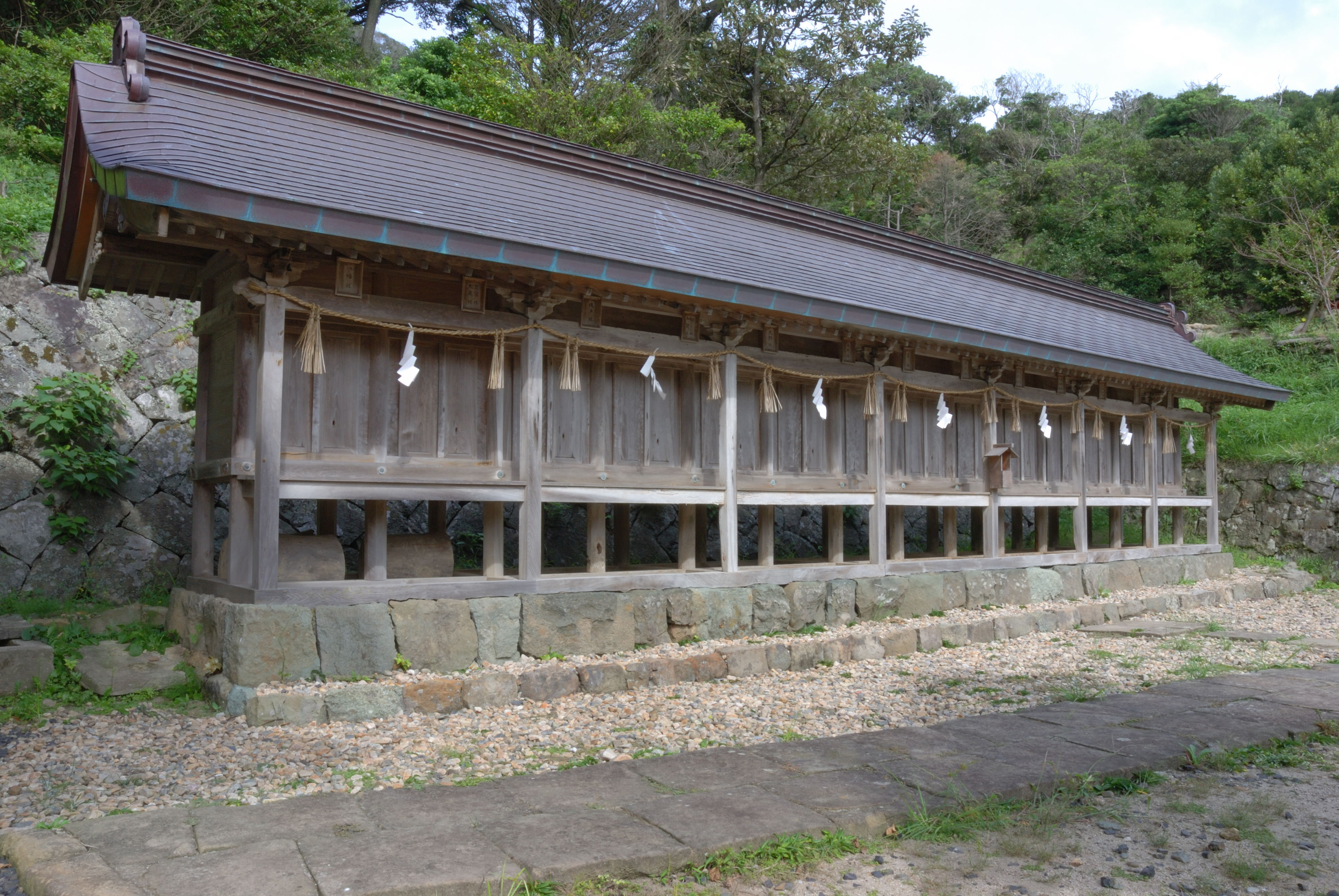
Grand sessha.
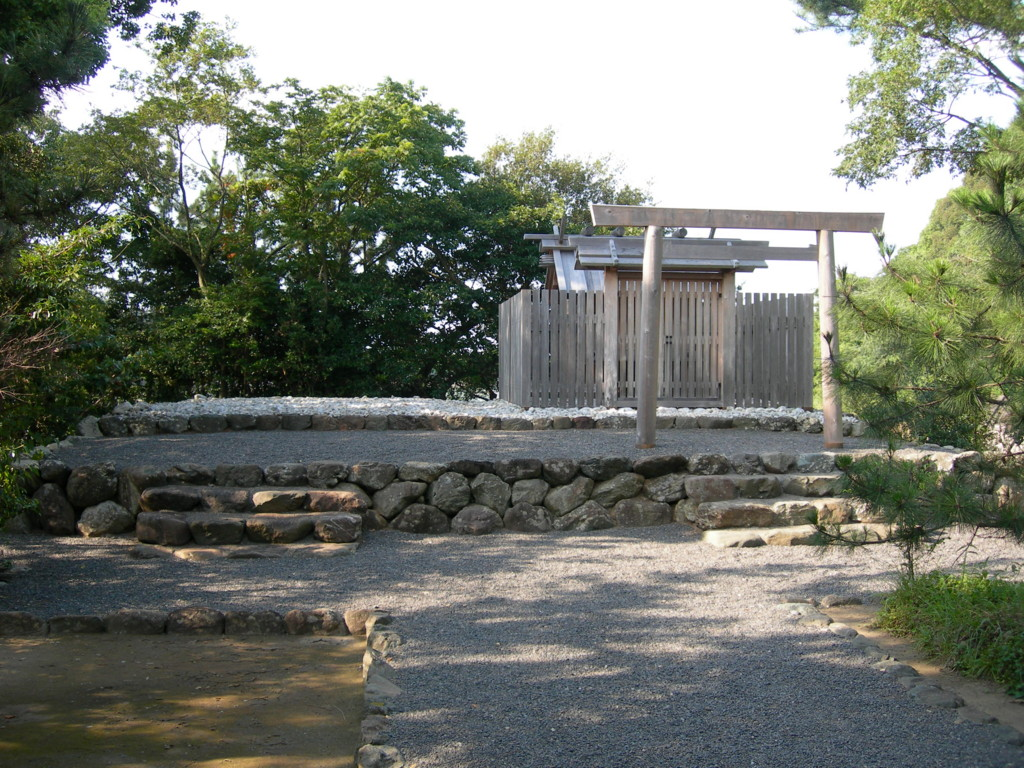
Massha à Ise-jingū.
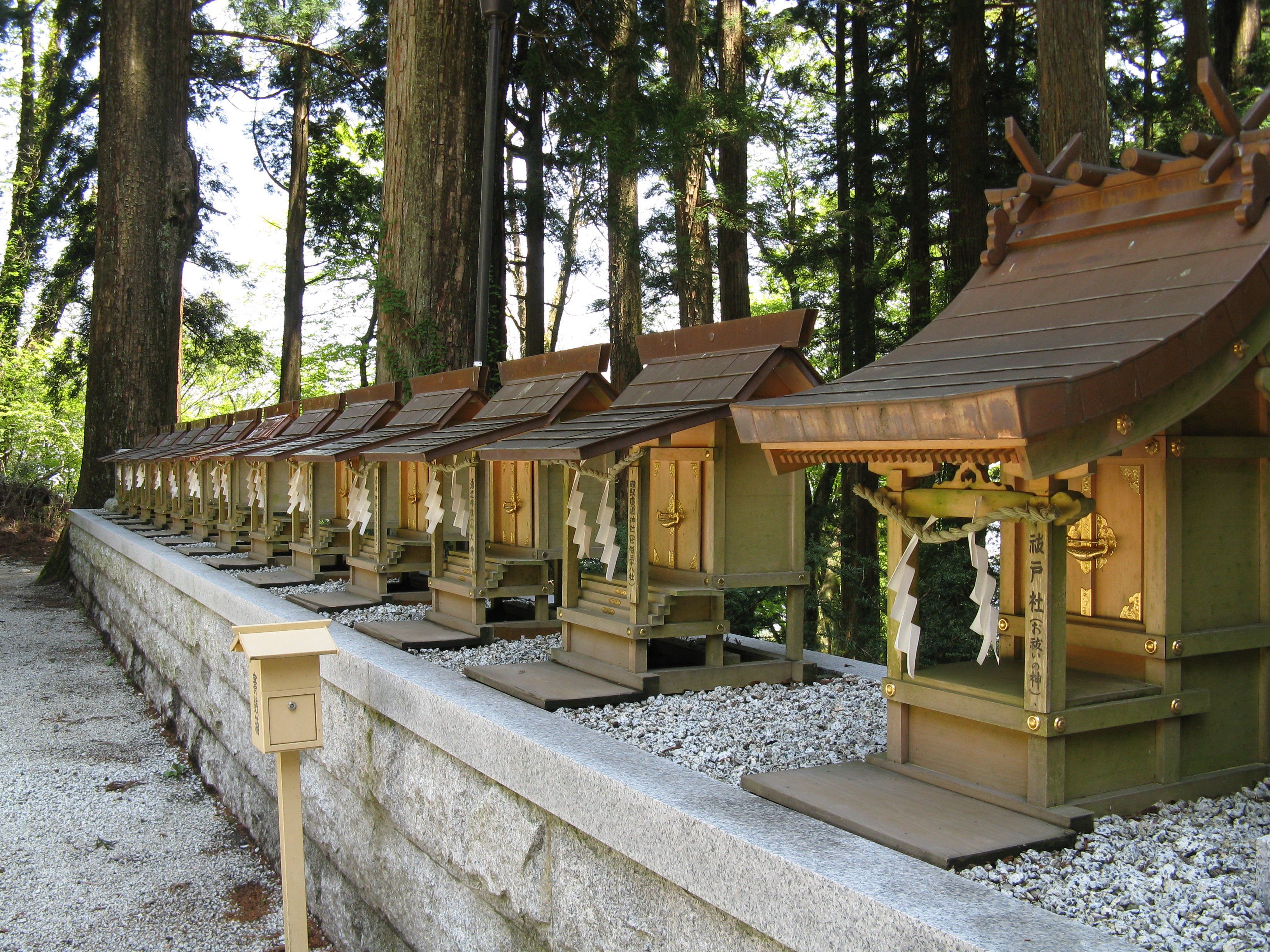
Rangée de massha.
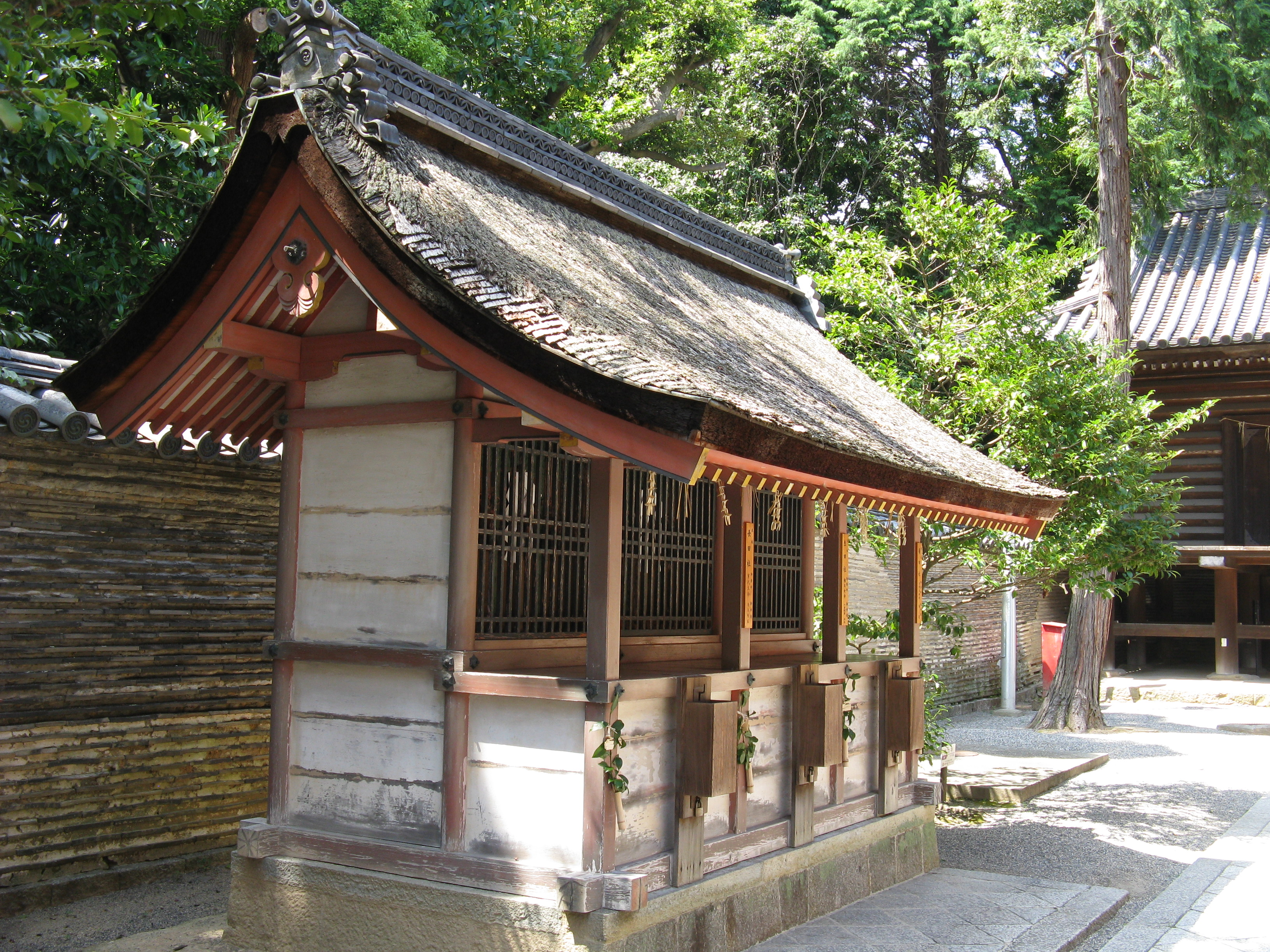
Sessha hirairi.

Comme ce sont de véritables sanctuaires, les setsumatsusha possèdent la plupart des caractéristiques des autres types de sanctuaires, y compris les portes et les escaliers ouverts.
Le misedana-zukuri (見世棚造 ou 店棚造, « style d'exposition ») est un style normalement utilisé uniquement pour les sessha et les massha. Il doit son nom au fait que, contrairement à d'autres styles de sanctuaires, il ne dispose pas d'un escalier à l'entrée et la véranda est complètement à plat. Il peut cependant y avoir des escaliers miniatures. Ils peuvent être du type tsumairi (妻入), c'est-à-dire avec l'entrée sous le pignon, ou, plus fréquemment, du type hirairi (平入), c'est-à-dire avec l'entrée sur le côté parallèle à l'arête de la toiture (voir les exemples dans la galerie d'images). Hormis l'absence d'escalier, ces sanctuaires appartiennent au style nagare-zukuri ou Kasuga-zukuri.